# مجلس الوزراء الكويتي 1990
مجلس الوزراء الكويتي 1990 أو الحكومة الكويتية الرابعة عشر أو حكومة سعد العبد الله الخامسة هي الوزارة رقم 14 في تاريخ دولة الكويت منذ الاستقلال عام 1961، تشكّلت في تاريخ 20 يونيو 1990، برئاسة ولي العهد الكويتي - آنذاك - الشيخ سعد العبد الله السالم الصباح، واستمرت حتى 20 مارس 1991، وهي الفترة التي شهدت الغزو العراقي للكويت وحرب تحرير الكويت.

## التشكيلة الوزارية
- رئيس الوزراء: سعد العبد الله السالم الصباح
- نائب رئيس مجلس الوزراء ووزير الخارجية: صباح الأحمد الجابر الصباح
- وزير الدولة لشؤون المجلس الوطني: بدر اليعقوب
- وزير الشؤون الاجتماعية والعمل: جابر العبد الله الجابر الصباح
- وزير الإعلام: جابر المبارك الصباح
- وزير الأشغال العامة: جاسم محمد الموسى
- وزير المواصلات: حبيب جوهر حيات
- وزير الكهرباء والماء: حمود الرقبة
- وزير النفط: رشيد العميري
- وزير الداخلية: سالم صباح السالم الصباح
- وزير التخطيط: سليمان عبد الرزاق المطوع
- وزير العدل والشؤون القانونية: ضاري العثمان
- وزير الدولة لشؤون مجلس الوزراء: عبد الرحمن العوضي
- وزير التربية: عبد الله يوسف الغنيم
- وزير الصحة: عبد الوهاب الفوزان
- وزير المالية: علي الخليفة العذبي الصباح
- وزير التعليم العالي: علي عبد الله الشملان
- وزير الدولة لشؤون البلدية: فهد عبد الله الحساوي
- وزير الأوقاف والشؤون الإسلامية: محمد ناصر الحمضان
- وزيرالتجارة والصناعة: ناصر عبد الله الروضان
- وزير الدولة للشؤون الخارجية: ناصر المحمد الأحمد الصباح
- وزير الدفاع: نواف الأحمد الجابر الصباح
- وزير الدولة لشؤون الإسكان: يحيى فهد السميط